# 联络形式
在数学，特别是微分几何中，一个联络形式（connection form）是用活动标架与微分形式的语言处理联络数据的一种方式。
历史上联络形式由埃利·嘉当在二十世纪上半叶引入，作为他活动标架方法的一部分，也是其主要促进因素之一。联络形式一般取决于标架的选取，从而不是一个张量性对象。在嘉当最初的工作之后，涌现出联络形式的各种推广与重新解释。特别地，在一个主丛上，一个主联络是将联络形式自然重新解释为一个张量性对象。另一方面，联络形式作为定义在微分流形上的微分形式与在一个抽象的主丛上相比，有其优越性。从而，尽管它们不满足张量性，联络形式依然被使用，因为利用它们计算相对简单
。在物理学中，联络形式在规范理论中通过规范共变微分也广泛应用。
与向量丛的每个基相伴的联络形式是微分 1-形式矩阵。联络形式没有张量性因为在基变化下，联络形式的变换涉及到转移函数的外微分，与列维-奇维塔联络的克里斯托费尔符号非常类似。一个联络形式的主要张量性不变量是其曲率形式。如果有将向量丛与切丛等价的一个焊接形式，则有另一个不变量：挠率形式。在许多情形，考虑有附加结构的向量丛上的联络形式：即带有结构群的纤维丛。

## 向量丛

### 预备

#### 向量丛上的标架丛
设 E 是光滑流形 M 上纤维维数为 k 的一个向量丛。E 的一个局部标架是 E 的局部截面的一个有序基。
令 e=(eα)α=1,2,...,k 是 E 上一个局部标架。这个标架可用来表示 E 的任何局部截面。假设 ξ 是一个局部截面，定义在 e 的同一个开子集上，则
{\displaystyle \xi =\sum _{\alpha =1}^{k}e_{\alpha }\xi ^{\alpha }(\mathbf {e} )}
其中 ξα(e) 表示 ξ 在标架 e 中的分量。写成一个矩阵方程，有
{\displaystyle \xi ={\mathbf {e} }{\begin{bmatrix}\xi ^{1}(\mathbf {e} )\\\xi ^{2}(\mathbf {e} )\\\vdots \\\xi ^{k}(\mathbf {e} )\end{bmatrix}}={\mathbf {e} }\,\xi (\mathbf {e} ).}

#### 外联络
E 上一个联络是一类特殊的微分算子
{\displaystyle D:\Gamma (E)\rightarrow \Gamma (E\otimes \Omega ^{1}M)}
这里 Γ 表示一个向量丛的局部截面层，Ω1M 是 M 上微分 1-形式。特别地，如果 v 是 E 的一个局部截面，f 是一个光滑函数，则
{\displaystyle D(fv)=v\otimes (df)+fDv}
这里 df 是 f 的外导数。
有时习惯于将 D 的定义延拓到任意 E-值形式，这样讲其视为 E 与整个微分形式外代数的张量积上一个微分你算子。给定一个外联络 D 满足这个相容性质，则存在 D 的惟一延拓：
{\displaystyle D:\Gamma (E\otimes \Omega ^{*}M)\rightarrow \Gamma (E\otimes \Omega ^{*}M)}
使得
{\displaystyle D(v\wedge \alpha )=(Dv)\wedge \alpha +(-1)^{{\text{deg}}\,v}v\wedge d\alpha }
这里 v 是次数为 deg v 的齐次元素。换句话说，D 是分次模 Γ(E ⊗ Ω*M) 上的一个导子。

### 联络形式
联络形式出现在将外联络应用于一个特定的标架 e。当外联络应用于 eα，有惟一的 M 上 1-形式 k × k 矩阵 (ωαβ) 使得
{\displaystyle De_{\alpha }=\sum _{\beta =1}^{k}e_{\beta }\otimes \omega _{\alpha }^{\beta }.}
利用联络形式，E 任何截面的外联络现在可以表示出来，假设 ξ = Σα eαξα，则
{\displaystyle D\xi =\sum _{\alpha =1}^{k}D(e_{\alpha }\xi ^{\alpha }(\mathbf {e} ))=\sum _{\alpha =1}^{k}e_{\alpha }\otimes d\xi ^{\alpha }(\mathbf {e} )+\sum _{\alpha =1}^{k}\sum _{\beta =1}^{k}e_{\beta }\otimes \omega _{\alpha }^{\beta }\xi ^{\alpha }(\mathbf {e} ).}
在两边取分量，
{\displaystyle D\xi (\mathbf {e} )=d\xi (\mathbf {e} )+\omega \xi (\mathbf {e} )=(d+\omega )\xi (\mathbf {e} )}
其中 d 与 ω 分别表示外导数与一个 1-形式矩阵，作用在 ξ 的分量上。反之，一个 1-形式矩阵 ω 先天足以完全确定在 e 所定义的开子集上局部联络。

#### 标架的改变
为了将 ω 延拓到一个合适的整体对象，必须检验选取 E 不同的截面时的行为。为了表明取决于 e 的选取写成 ωαβ = ωαβ(e)。
假设 e′ 是另一个局部基，则有一个可逆 k × k 矩阵函数 g 使得
{\displaystyle {\mathbf {e} }'={\mathbf {e} }\,g,\quad {\text{i.e., }}\,e'_{\alpha }=\sum _{\beta }e_{\beta }g_{\alpha }^{\beta }.}
将外联络应用到两边，给出了 ω 的变换法则：
{\displaystyle \omega (\mathbf {e} \,g)=g^{-1}dg+g^{-1}\omega (\mathbf {e} )g.}
特别注意 ω 不满足张量性变换，因为从一个标架到另一个标架的法则涉及到转移矩阵 g 的导数。

#### 整体联络形式
如果 {Up} 是 M 的一个开覆盖，且每个 Up 携有 E 的一个平凡化 ep，则利用在重叠区域上局部标架的黏合数据可以定义一个整体联络形式。具体地，M 上一个联络形式是定义在每个 Up 上的 1-形式矩阵 ω(ep) 的一个系统，满足下列相容性条件
{\displaystyle \omega (\mathbf {e} _{q})=(\mathbf {e} _{p}^{-1}\mathbf {e} _{q})^{-1}d(\mathbf {e} _{p}^{-1}\mathbf {e} _{q})+(\mathbf {e} _{p}^{-1}\mathbf {e} _{q})^{-1}\omega (\mathbf {e} _{p})(\mathbf {e} _{p}^{-1}\mathbf {e} _{q}).}
这个相同性条件特别地确保 E 的一个截面的外联络，当抽象地视为 E ⊗ Ω1M 的一个截面时，与定义联络中基截面的选取无关。

### 曲率
E 上一个联络形式的曲率 2-形式定义为
{\displaystyle \Omega (\mathbf {e} )=d\omega (\mathbf {e} )+\omega (\mathbf {e} )\wedge \omega (\mathbf {e} ).}
不像联络形式，曲率在标架的变化下表现为张量性，可以利用庞加莱引理直接验证。特别地，如果 e → e g 是标架的一个变化，则曲率 2-形式变换为
{\displaystyle \Omega (\mathbf {e} \,g)=g^{-1}\Omega (\mathbf {e} )g.}
此变换法则的一种理解如下。设 e* 是对应于 e 的对偶基。则 2-形式
{\displaystyle \Omega ={\mathbf {e} }\Omega (\mathbf {e} ){\mathbf {e} }^{*}}
与标架的选取无关。特别地，Ω 是 M 上一个向量值 2-形式，取值于自同态环 Hom(E,E)。用符号表示，
{\displaystyle \Omega \in \Gamma (\Omega ^{2}M\otimes {\text{Hom}}(E,E)).}
使用外联络 D，曲率自同态由
{\displaystyle \Omega (v)=D(Dv)=D^{2}v\,}
给出，对 v ∈ E。从而曲率是序列
{\displaystyle \Gamma (E)\ {\stackrel {D}{\to }}\ \Gamma (E\otimes \Omega ^{1}M)\ {\stackrel {D}{\to }}\ \Gamma (E\otimes \Omega ^{2}M)\ {\stackrel {D}{\to }}\ \dots \ {\stackrel {D}{\to }}\ \Gamma (E\otimes \Omega ^{n}(M))}
不能成为链复形（在德拉姆上同调的意义下）的度量。

### 焊接与挠率
假设 E 的纤维维数 k 等于流形 M 的维数。在此情形，向量丛 E 有时带有出联络外的附加数据：一个焊接形式。一个焊接形式是一个整体定义的向量值 1-形式 θ ∈ Γ(Ω1(M,E)) 使得映射
{\displaystyle \theta _{x}:T_{x}M\rightarrow E_{x}}
对所有 x ∈ M 是线性同构。如果给定了一个焊接形式，则可以定义联络的挠率为（用外联络表示）： 
{\displaystyle \Theta =D\theta .\,}
挠率 Θ 是 M 上一个 E-值 2-形式。
一个焊接形式与相伴的挠率都可用 E 的一个局部标架 e 描述。如果 θ 是一个焊接形式，则可分解为标架分量
{\displaystyle \theta =\sum _{i}\theta ^{i}(\mathbf {e} )e_{i}.}
那么挠率的分量为
{\displaystyle \Theta ^{i}(\mathbf {e} )=d\theta ^{i}(\mathbf {e} )+\sum _{j}\omega _{j}^{i}(\mathbf {e} )\wedge \theta ^{j}(\mathbf {e} ).}
与曲率一样，可以证明 Θ 在标架的变化与反变张量变现类似
{\displaystyle \Theta ^{i}(\mathbf {e} \,g)=\sum _{j}g_{j}^{i}\Theta ^{j}(\mathbf {e} ).}
与标架无关的挠率可由标架分量重新得到：
{\displaystyle \Theta =\sum _{i}e_{i}\Theta ^{i}(\mathbf {e} ).}

### 例：列维-奇维塔联络
假设 M 带有一个黎曼度量，考虑 M 的切丛上的列维-奇维塔联络。切丛上一个局部标架是一个有序向量场 e = (ei | i = 1,2,...,n=dim M) 定义在 M 的一个开子集上，在定义域每一点上线性无关。克里斯托费尔符号定义了列维-奇维塔联络
{\displaystyle \nabla _{e_{i}}e_{j}=\sum _{k=1}^{n}\Gamma _{ij}^{k}(\mathbf {e} )e_{k}.}
如果 θ = (θi | i=1,2,...,n)，表示余切丛的对偶基，使得 θi(ej) = δij（克罗内克δ），则联络形式为
{\displaystyle \omega _{i}^{j}(\mathbf {e} )=\sum _{k}\Gamma _{ki}^{j}(\mathbf {e} )\theta ^{k}.}
利用联络形式，一个向量场 v = Σieivi 上的外联络由
{\displaystyle Dv=\sum _{k}e_{k}\otimes (dv^{k})+\sum _{j,k}e_{k}\otimes \omega _{j}^{k}(\mathbf {e} )v^{j}.}
给出。我们可以重新得到列维-奇维塔联络，在通常的意义下，将此式与 ei 缩并
{\displaystyle \nabla _{e_{i}}v=\langle Dv,e_{i}\rangle =\sum _{k}e_{k}\left(\nabla _{e_{i}}v^{k}+\Sigma _{j}\Gamma _{ij}^{k}(\mathbf {e} )v^{j}\right).}

#### 曲率
列维-奇维塔联络的曲率 2-形式是一个矩阵 (Ωij)，由
{\displaystyle \Omega _{i}^{j}(\mathbf {e} )=d\omega _{i}^{j}(\mathbf {e} )+\sum _{k}\omega _{k}^{j}(\mathbf {e} )\wedge \omega _{i}^{k}(\mathbf {e} ).}
给出。为了简单起见，假设标架 e 是完整的，故 dθi=0。使用重复指标的求和约定，则
{\displaystyle {\begin{array}{ll}\Omega _{i}^{j}&=d(\Gamma _{qi}^{j}\theta ^{q})+(\Gamma _{pk}^{j}\theta ^{p})\wedge (\Gamma _{qi}^{k}\theta ^{q})\\&\\&=\theta ^{p}\wedge \theta ^{q}\left(\partial _{p}\Gamma _{qi}^{j}+\Gamma _{pk}^{j}\Gamma _{qi}^{k})\right)\\&\\&={\tfrac {1}{2}}\theta ^{p}\wedge \theta ^{q}R_{pqi}{}^{j}\end{array}}}
其中 R 是黎曼曲率张量。

#### 挠率
列维-奇维塔联络是切丛上惟一挠率为零的度量联络。为了描述挠率，注意到向量丛 E 是切丛。这带有一个典范焊接形式（有时称为典范 1-形式），它是对应于切丛的恒同自同态的 Hom(TM,TM) = T*M ⊗ TM 的截面 θ。在标架 e 中，焊接形式为 θ = Σi ei ⊗ θi，其中 θi 是对偶基。
联络的挠率由  Θ = D θ 给出，或用焊接形式的标架分量表示为
{\displaystyle \Theta ^{i}(\mathbf {e} )=d\theta ^{i}+\sum _{j}\omega _{j}^{i}(\mathbf {e} )\wedge \theta ^{j}.}
为简单起见再次假设 e 是完整的，此表达式简化为
{\displaystyle \Theta ^{i}=\Gamma _{kj}^{i}\theta ^{k}\wedge \theta ^{j}}
它等于零当且仅当 Γikj 的下指标是对称的。

## 结构群
当向量丛 E 携有一个结构群时，可以构造更特别的一类联络形式。这等于是在 E 上有与李群 G 相关的一类优先的标架 e。例如，若 E 上有一个度量，则考虑在每一点形成一个标准正交基的标架。结构群则为正交群，因为这个群保持标架的标准正交性。其它例子包括：
- 上一节所考虑的通常标架，有结构群 GL(k)，其中 k 是 E 的纤维维数。
- 一个复流形（或殆复流形）的全纯切向量丛[4]。这里结构群是 GLn(C) ⊂ GL2n(R)[5]。若给定一个埃尔米特度量，则结构群约化为作用在酉标架上的酉群[6]。
- 带有自旋结构的流形上的旋量。标架是关于旋量空间上一个不变内积酉的，结构群约化为自旋群。
- CR流形上的全纯切丛[7]。

一般地，设给定的向量丛 E 的一个纤维维数为 k，而 G ⊂ GL(k) 是一般线性群 Rk 的一个给定的子群。如果 (eα) 是 E 的一个局部标架，则一个矩阵值函数 (gij): M → G 作用在 eα 上可产生一个标架
{\displaystyle e_{\alpha }'=\sum _{\beta }e_{\beta }g_{\alpha }^{\beta }.}
这样两个标架是 G-相关的。非正式地讲，向量丛 E 具有 G-丛结构如果指定了一类优先的标架，它们局部都是互相 G-相关的。正式地讲，E 是一个结构群为 G，典型纤维 Rk 上有G 作为 GL(k) 子群的自然作用的纤维丛。

### 相容联络
一个联络与 E 上一个 G-丛结构相容要求相伴的平行移动总将一个 G-标架映为另一个 G-标架。正式地讲，沿着一条曲线 γ，下列条件局部成立（即对足够小的 t）：
{\displaystyle \Gamma (\gamma )_{0}^{t}e_{\alpha }(\gamma (0))=\sum _{\beta }e_{\beta }(\gamma (t))g_{\alpha }^{\beta }(t)}
对某个矩阵 gαβ （可能与 t 有关）。在 t = 0 微分给出
{\displaystyle \nabla _{{\dot {\gamma }}(0)}e_{\alpha }=\sum _{\beta }e_{\beta }\omega _{\alpha }^{\beta }({\dot {\gamma }}(0))}
这里系数 ωαβ 在李群 G 的李代数 g 中。
由此观察，定义为
{\displaystyle De_{\alpha }=\sum _{\alpha }e_{\beta }\otimes \omega _{\alpha }^{\beta }(\mathbf {e} )}
的联络形式 ωαβ 与结构相容，如果 1-形式的矩阵 ωαβ(e) 取值于 g。
而且相容联络的曲率形式是一个 g-值 2-形式。

### 标架的变化
考虑标架变化
{\displaystyle e_{\alpha }'=\sum _{\beta }e_{\beta }g_{\alpha }^{\beta }}
这里 g 是一个定义在 M 的一个开子集上的 G-值函数，联络形式的变换法则为：
{\displaystyle \omega _{\alpha }^{\beta }(\mathbf {e} \cdot g)=(g^{-1})_{\gamma }^{\beta }dg_{\alpha }^{\gamma }+(g^{-1})_{\gamma }^{\beta }\omega _{\delta }^{\gamma }(\mathbf {e} )g_{\alpha }^{\delta }.}
或者使用矩阵乘积：
{\displaystyle \omega ({\mathbf {e} }\cdot g)=g^{-1}dg+g^{-1}\omega g.}
为了理解每一项，回忆到 g : M → G 是一个 G-值（局部定义）函数。这样
{\displaystyle \omega ({\mathbf {e} }\cdot g)=g^{*}\omega _{\mathfrak {g}}+{\text{Ad}}_{g^{-1}}\omega (\mathbf {e} )}
其中 ωg 是群 G 的马尤厄-嘉当形式，这里沿着函数 g 拉回到 M 上，Ad 是 G 在其李代数上的伴随表示。

## 主丛
前文所介绍的联络形式，取决于选取一个特定的标架。在第一个定义中，标架只不过是截面的一个局部基。对每个标架，给出了一个联络形式，并有从一个标架到另一个标架的变换法则。在第二个定义中，标架自身带有由李群给出的附加结构，标架的变化限制取值于这个群。主丛的语言，由夏尔·埃雷斯曼于是十九世纪40年代最先提出，提供了将这些联络形式与联系他们变化法则组织为具有一个单独变换法则的内蕴形式。这种方法的优点是形式不在是定义在流形自身上，而是在更大的主丛上。

### 联络形式的主联络
假设 E → M 是结构群为 G 的一个向量丛。设 {U} 是 M 的一个开覆盖，在每个 U 上有一个 G-标架，记作 eU。在重叠的开子集上的关系为：
{\displaystyle {\mathbf {e} }_{V}={\mathbf {e} }_{U}\cdot h_{UV}}
其中 hUV 是定义在 U ∩ V 上某个 G-值函数。
设 FGE 是取遍 M 上每个点的所有 G-标架。这是 M 上一个主 G-丛。具体地说，利用 G-标架都是 G-相关的事实，FGE 可以实现为开覆盖集合间的黏合数据：
{\displaystyle F_{G}E=\left.\coprod _{U}U\times G\right/\sim }
这里等价关系 ~ 定义为：
{\displaystyle ((x,g_{U})\in U\times G)\sim ((x,g_{V})\in V\times G)\iff {\mathbf {e} }_{V}={\mathbf {e} }_{U}\cdot h_{UV}{\text{ and }}g_{U}=h_{UV}^{-1}(x)g_{V}.}
在 FGE 上，定义一个主 G-联络如下，在每个积 U × G 上定义一个 g-值 1-形式，在重叠区域上服从等价关系。首先设
{\displaystyle \pi _{1}:U\times G\to U,\quad \pi _{2}:U\times G\to G}
是投影映射。现在对一个点 (x,g) ∈ U × G，置
{\displaystyle \omega _{(x,g)}=Ad_{g^{-1}}\pi _{1}^{*}\omega (\mathbf {e} _{U})+\pi _{2}^{*}\omega _{\mathbf {g} }.}
1-形式 ω 这样构造，在重叠集合上服从转移规律，从而下降到主丛 FGE 上一个整体定义的 1-形式。可以证明 ω 是一个主联络，即它再现了 G 在 FGE 上右作用的生成元，且等变交结 T(FGE) 上的右作用与 G 的伴随表示。

### 主联络相伴的联络形式
反之，主 G-丛 P→M 上一个主 G-联络 ω 给出 M 上一族联络形式。假设 e : M → P 是 P 的一个局部截面。则 ω 沿 e 的拉回定义了 M 上一个 g-值 1-形式：
{\displaystyle \omega ({\mathbf {e} })={\mathbf {e} }^{*}\omega .}
用一个 G-值函数 g 改变标架，使用莱布尼兹法则与伴随，可以发现 ω(e) 按如下要求变化：
{\displaystyle \langle X,({\mathbf {e} }\cdot g)^{*}\omega \rangle =\langle [d(\mathbf {e} \cdot g)](X),\omega \rangle }
这里 X 是 M 上一个向量，d 表示前推。